# Włodzimierz Tyszkiewicz
Włodzimierz Ignacy Woldemar Tyszkiewicz Łohojski herbu Leliwa (ur. 28 stycznia 1880 w Brodach, zm. 1953 w Londynie) – pułkownik dyplomowany kawalerii Wojska Polskiego.

## Przebieg służby wojskowej
Był oficerem cesarskiej i królewskiej armii. Z dniem 1 listopada 1906 w stopniu porucznika 11 pułku ułanów został przydzielony do sztabu generalnego (taki sam przydział otrzymał wówczas Józef Sopotnicki).
Z dniem 1 listopada 1918 roku został przyjęty do Wojska Polskiego w stopniu majora. Wiosną 1919 roku został szefem sztabu 4 Dywizji Piechoty. 6 kwietnia 1920 roku został zwolniony na własną prośbę z czynnej służby wojskowej i przeniesiony do rezerwy armii. 26 stycznia 1921 roku został zatwierdzony w stopniu pułkownika z dniem 1 kwietnia 1920 r.. 3 maja 1922 roku został zweryfikowany w stopniu pułkownika ze starszeństwem z dniem 1 czerwca 1919 roku (w 1924 r. zajmował 1 lokatę) w korpusie oficerów zawodowych kawalerii.
Do października 1922 roku zajmował stanowisko szefa sztabu Dowództwa Okręgu Korpusu Nr X w Przemyślu. Z dniem 10 października 1922 roku został wyznaczony na stanowisko dowódcy 25 pułku Ułanów Wielkopolskich w Prużanie. Od 15 stycznia 1925 roku pełnił obowiązki dowódcy 5 Samodzielnej Brygady Kawalerii w Krakowie. W październiku 1925 roku został mianowany dowódcą 10 Brygady Kawalerii w Przemyślu. Z dniem 31 maja 1927 roku przeniesiony został w stan spoczynku.
Od sierpnia 1940 roku przebywał w Stacji Zbornej Oficerów Rothesay.

## Ordery i odznaczenia
- Krzyż Walecznych – dwukrotnie